# قضاء الزيدية
قضاء الزيدية أحد أقضية لواء الحديدة التابع لولاية اليمن في العهد العثماني، حيث قسمت الدولة العثمانية ما كانت تحكمه من ولاية اليمن إلى أربعة ألوية رئيسية، ويندرج تحته عدد من الأقضية، ويشمل كل قضاء عدة مخاليف أو النواحي.
تتع قضاء الزيدية ناحية واحدة هي ناحية بني قيس.